# ديفيد موراي (مصرفي)
ديفيد موراي (بالإنجليزية: David Murray)‏ هو مصرفي أسترالي، ولد في 1949.